# برزخ الغدة الدرقية
بَرْزَخُ الغُدَّةِ الدَّرَقِيَّة (بالإنجليزية: Thyroid isthmus)‏ هو جزء من الغدة الدرقية، يربط الثلث السفلي من الفص الأيمن بالفص الأيسر من الغدة الدرقية.

## الموضع والحجم
أبعاده متغيرة لكن عادةً يبلغ عرض وعمق البرزخ 1.25 سم، وعادة ما يتموضع خلف الحلقة الثانية والثالثة من القصبة الهوائية.

## العلاقات التشريحية
في خط الوسط من الرقبة، يُغطى برزخ الغدة الدرقية بالجلد واللفافة، وعلى مقربة من خط الوسط وعلى كلا الجانبين من قبل العضلة القصية الدرقية. عبر جوانبه العلوية ينسل فرع توصيلي، يجمع شرياني الغدة الدرقية العلويين، وعلى جوانبه السفلية تمتد الأوردة الدرقية السفلية.